# Лазарус I Хенкел фон Донерсмарк
Лазарус I Хенкел фон Донерсмарк (на немски: Lazarus I. Henckel von Donnersmarck; * 29 октомври 1551, Лойтшау/Левоча, Словакия; † 13 юли 1624, Виена, Хабсбургска монархия) е благородник от род Хенкел фон Донерсмарк, търговец, банкер и минен предприемач.

## Живот
Той е син на Йоханес Хенкел (1513 – 1565) и съпругата му Анна Вилднер († 1558), дъщеря на Матиас Вилднер. Баща му служи в двора на Мария Хабсбург, губернаторката на Нидерландия, и след това събира данъците в Лойтшау/Левоча.
Лазарус I Хенкел отива в Горна Германия и учи професията търговец. През 1581 г. той става гражданин на Виена. През 1615 г. е издигнат на фрайхер.

## Фамилия
Първи брак: пр. 1572 г. с Анна Етингер († сл. 25 януари 1607), дъщеря на търговец. Те имат децата:
- Лазарус II Хенкел фон Донерсмарк (* 1573; † 1 октомври 1664), граф на 18 декември 1636 г., женен I. на 7 септември 1601 г. във Виена за Мария-Якобина фон Байр († сл. 1635), II. в Инсбрук за Елеонора де Суарез († сл. 1664)
- Георг, става императорски съветник
- Марта Хенкел фон Донерсмарк (* 1583, Виена; † погребана на 29 януари 1634, Виена), омъжена 1603 г. за Тобиас Щубекх фон Кьонигщайн

Втори брак: през 1615 г. с фрайин Барбара фон Щайнберг и Верфенщайн.
Той има от двата брака общо шестима сина, от които четири умират малки, и пет дъщери, от които две умират малки.